# 1-Iodobutane
Le 1-iodobutane ou iodure de butyle est un composé chimique de formule CH3–CH2–CH2–CH2I. Cet halogénoalcane est un iodure de butane qui se présente sous la forme d'un liquide volatil incolore à l'odeur d'éther, inflammable, très difficilement soluble dans l'eau, et susceptible de former des mélanges explosifs avec l'air.
C'est un bon alkylant et un très bon facteur de substitution nucléophile bimoléculaire (SN2). Il est par conséquent nocif, et cancérogène chez la souris, mais pas chez l'homme.